# Holland Ladies Tour 2021
L'Holland Ladies Tour 2021, conosciuto anche come Simac Ladies Tour 2021, ventiquattresima edizione della corsa e valevole come tredicesima prova dell'UCI Women's World Tour 2021 categoria 2.WWT, si svolse in cinque tappe precedute da un prologo, dal 24 al 29 agosto 2021 su un percorso di 573,1 km, con partenza da Ede e arrivo ad Arnhem, nei Paesi Bassi. La vittoria fu appannaggio dell'olandese Chantal Blaak, che completò il percorso in 14h46'39", alla media di 39,174 km/h, precedendo la svizzera Marlen Reusser e la connazionale Ellen van Dijk.
Sul traguardo di Arnhem 53 cicliste, su 91 partite da Ede, portarono a termine la competizione.

## Tappe
| Tappa  | Data      | Percorso                            | km    | Vincitore di tappa | Leader cl. generale |
| ------ | --------- | ----------------------------------- | ----- | ------------------ | ------------------- |
| Pr.    | 24 agosto | Ede > Ede (cron. individuale)       | 2,4   | Marianne Vos       | Marianne Vos        |
| 1ª     | 25 agosto | Zwolle > Hardenberg                 | 134,4 | Alison Jackson     | Alison Jackson      |
| 2ª     | 26 agosto | Gennep > Gennep (cron. individuale) | 17    | Marlen Reusser     | Marlen Reusser      |
| 3ª     | 27 agosto | Stramproy > Weert                   | 125,9 | Lonneke Uneken     | Marlen Reusser      |
| 4ª     | 28 agosto | Geleen > Sweikhuizen                | 148,9 | Marianne Vos       | Chantal Blaak       |
| 5ª     | 29 agosto | Arnhem > Arnhem                     | 150,3 | Marianne Vos       | Chantal Blaak       |
| Totale | Totale    | Totale                              | 578,9 |                    |                     |

## Squadre e corridori partecipanti
| N.    | Cod. | Squadra                |
| ----- | ---- | ---------------------- |
| 1-6   | ALE  | Alé BTC Ljubljana      |
| 11-16 | CSR  | Canyon-SRAM Racing     |
| 21-26 | FDJ  | FDJ Nouvelle-Aquitaine |
| 31-36 | LIV  | Liv Racing             |
| 41-46 | MOV  | Movistar Team Women    |
| 51-56 | BEX  | Team BikeExchange      |
| 61-66 | DSM  | Team DSM               |
| 71-76 | SDW  | Team SD Worx           |

| N.      | Cod. | Squadra                   |
| ------- | ---- | ------------------------- |
| 81-86   | TFS  | Trek-Segafredo            |
| 91-96   | WNT  | Ceratizit-WNT Pro Cycling |
| 101-106 | LSL  | Lotto-Soudal Ladies       |
| 111-116 | VAL  | Valcar-Travel & Service   |
| 121-126 | PHV  | Parkhotel Valkenburg      |
| 131-136 | GKT  | GT Krush Tunap            |
| 141-146 | JVW  | Jumbo-Visma Women Team    |
| 151-156 | NXG  | NXTG Racing               |

## Dettagli delle tappe

### Prologo
- 24 agosto: Ede > Ede – Cronometro individuale – 2,4 km

Risultati
| Pos. | Corridore             | Squadra | Tempo |
| ---- | --------------------- | ------- | ----- |
| 1    | Marianne Vos          | Jumbo   | 3'01" |
| 2    | Ellen van Dijk        | Trek    | a 5"  |
| 3    | Cecilie Uttrup Ludwig | FDJ     | a 6"  |

| Pos. | Corridore             | Squadra | Tempo |
| ---- | --------------------- | ------- | ----- |
| 1    | Marianne Vos          | Jumbo   | 3'01" |
| 2    | Ellen van Dijk        | Trek    | a 5"  |
| 3    | Cecilie Uttrup Ludwig | FDJ     | a 6"  |

### 1ª tappa
- 25 agosto: Zwolle > Hardenberg – 134,4 km

Risultati
| Pos. | Corridore         | Squadra  | Tempo    |
| ---- | ----------------- | -------- | -------- |
| 1    | Alison Jackson    | Liv      | 3h18'20" |
| 2    | Maëlle Grossetête | FDJ      | s.t.     |
| 3    | Lorena Wiebes     | Team DSM | a 4"     |

| Pos. | Corridore      | Squadra  | Tempo    |
| ---- | -------------- | -------- | -------- |
| 1    | Alison Jackson | Liv      | 3h21'25" |
| 2    | Marianne Vos   | Jumbo    | s.t.     |
| 3    | Lorena Wiebes  | Team DSM | a 3"     |

### 2ª tappa
- 26 agosto: Gennep > Gennep – Cronometro individuale – 17 km

Risultati
| Pos. | Corridore      | Squadra | Tempo  |
| ---- | -------------- | ------- | ------ |
| 1    | Marlen Reusser | Alé     | 20'41" |
| 2    | Ellen van Dijk | Trek    | a 18"  |
| 3    | Chantal Blaak  | SD Worx | a 41"  |

| Pos. | Corridore      | Squadra | Tempo    |
| ---- | -------------- | ------- | -------- |
| 1    | Marlen Reusser | Alé     | 3h42'17" |
| 2    | Ellen van Dijk | Trek    | a 12"    |
| 3    | Chantal Blaak  | SD Worx | a 39"    |

### 3ª tappa
- 27 agosto: Stramproy > Weert – 125,9 km

Risultati
| Pos. | Corridore        | Squadra | Tempo    |
| ---- | ---------------- | ------- | -------- |
| 1    | Lonneke Uneken   | SD Worx | 2h52'41" |
| 2    | Susanne Andersen | DSM     | s.t.     |
| 3    | Pfeiffer Georgi  | DSM     | s.t.     |

| Pos. | Corridore      | Squadra | Tempo    |
| ---- | -------------- | ------- | -------- |
| 1    | Marlen Reusser | Alé     | 6h35'27" |
| 2    | Chantal Blaak  | SD Worx | a 10"    |
| 3    | Ellen van Dijk | Trek    | a 12"    |

### 4ª tappa
- 28 agosto: Geleen > Sweikhuizen – 148,9 km

Risultati
| Pos. | Corridore       | Squadra | Tempo    |
| ---- | --------------- | ------- | -------- |
| 1    | Marianne Vos    | Jumbo   | 4h15'08" |
| 2    | Kat. Niewiadoma | Canyon  | a 2"     |
| 3    | Chantal Blaak   | SD Worx | s.t.     |

| Pos. | Corridore      | Squadra | Tempo     |
| ---- | -------------- | ------- | --------- |
| 1    | Chantal Blaak  | SD Worx | 10h50'38" |
| 2    | Marlen Reusser | Alé     | a 20"     |
| 3    | Ellen van Dijk | Trek    | a 30"     |

### 5ª tappa
- 29 agosto: Arnhem > Arnhem – 150,3 km

Risultati
| Pos. | Corridore    | Squadra | Tempo    |
| ---- | ------------ | ------- | -------- |
| 1    | Marianne Vos | Jumbo   | 3h55'58" |
| 2    | Alice Barnes | Canyon  | a 2"     |
| 3    | Amy Pieters  | SD Worx | s.t.     |

| Pos. | Corridore      | Squadra | Tempo     |
| ---- | -------------- | ------- | --------- |
| 1    | Chantal Blaak  | SD Worx | 14h46'39" |
| 2    | Marlen Reusser | Alé     | a 17"     |
| 3    | Ellen van Dijk | Trek    | a 30"     |

## Evoluzione delle classifiche
| Tappa              | Vincitore          | Classifica generale Maglia gialla | Classifica a punti Maglia verde | Classifica scalatrici Maglia rossa | Classifica giovani Maglia bianca | Classifica a squadre |
| ------------------ | ------------------ | --------------------------------- | ------------------------------- | ---------------------------------- | -------------------------------- | -------------------- |
| Pr.                | Marianne Vos       | Marianne Vos                      | Marianne Vos                    | non assegnata                      | Lonneke Uneken                   | Jumbo-Visma          |
| 1ª                 | Alison Jackson     | Alison Jackson                    | Marianne Vos                    | Alison Jackson                     | Lorena Wiebes                    | Jumbo-Visma          |
| 2ª                 | Marlen Reusser     | Marlen Reusser                    | Ellen van Dijk                  | Alison Jackson                     | Emma Norsgaard                   | Team SD Worx         |
| 3ª                 | Lonneke Uneken     | Marlen Reusser                    | Marianne Vos                    | Alison Jackson                     | Pfeiffer Georgi                  | Team SD Worx         |
| 4ª                 | Marianne Vos       | Chantal Blaak                     | Marianne Vos                    | Alison Jackson                     | Pfeiffer Georgi                  | Team SD Worx         |
| 5ª                 | Marianne Vos       | Chantal Blaak                     | Marianne Vos                    | Anouska Koster                     | Pfeiffer Georgi                  | Team SD Worx         |
| Classifiche finali | Classifiche finali | Chantal Blaak                     | Marianne Vos                    | Anouska Koster                     | Pfeiffer Georgi                  | Team SD Worx         |

## Classifiche finali

### Classifica generale - Maglia gialla
| Pos. | Corridore         | Squadra | Tempo     |
| ---- | ----------------- | ------- | --------- |
| 1    | Chantal Blaak     | SD Worx | 14h46'39" |
| 2    | Marlen Reusser    | Alé     | a 17"     |
| 3    | Ellen van Dijk    | Trek    | a 30"     |
| 4    | Marianne Vos      | Jumbo   | a 51"     |
| 5    | Demi Vollering    | SD Worx | a 1'03"   |
| 6    | Pfeiffer Georgi   | DSM     | a 1'20"   |
| 7    | Amy Pieters       | SD Worx | a 1'35"   |
| 8    | Alison Jackson    | Liv     | a 2'05"   |
| 9    | Marta Bastianelli | Alé     | a 2'39"   |
| 10   | Jeanne Korevaar   | Liv     | a 2'49"   |

### Classifica a punti - Maglia verde
| Pos. | Corridore      | Squadra | Punti |
| ---- | -------------- | ------- | ----- |
| 1    | Marianne Vos   | Jumbo   | 97    |
| 2    | Chantal Blaak  | SD Worx | 56    |
| 3    | Ellen van Dijk | Trek    | 55    |
| 4    | Alison Jackson | Liv     | 51    |
| 5    | Lonneke Uneken | SD Worx | 10    |

### Classifica scalatrici - Maglia a pois
| Pos. | Corridore       | Squadra | Punti |
| ---- | --------------- | ------- | ----- |
| 1    | Anouska Koster  | Jumbo   | 29    |
| 2    | Alison Jackson  | Liv     | 19    |
| 3    | Chantal Blaak   | SD Worx | 5     |
| 4    | Kat. Niewiadoma | Canyon  | 5     |
| 5    | Marianne Vos    | Jumbo   | 4     |

### Classifica giovani - Maglia bianca
| Pos. | Corridore           | Squadra   | Tempo     |
| ---- | ------------------- | --------- | --------- |
| 1    | Pfeiffer Georgi     | DSM       | 14h47'59" |
| 2    | Mischa Bredewold    | Parkhotel | a 1'30"   |
| 3    | Silke Smulders      | Lotto     | a 2'11"   |
| 4    | Amber van der Hulst | Parkhotel | a 2'49"   |
| 5    | Laura Tomasi        | Alé       | a 3'36"   |

### Classifica a squadre
| Pos. | Squadra                | Tempo     |
| ---- | ---------------------- | --------- |
| 1    | Team SD Worx           | 44h22'40" |
| 2    | Alé BTC Ljubljana      | a 5'22"   |
| 3    | Canyon-SRAM Racing     | a 5'55"   |
| 4    | Parkhotel Valkenburg   | a 7'45"   |
| 5    | Jumbo-Visma Women Team | a 8'37"   |